# 防城港原子力発電所
防城港原子力発電所(中国語: 防城港核电站)は中華人民共和国広西チワン族自治区防城港市港口区光坡鎮にある原子力発電所。

## 概要
第一期の1号機の建設は2010年7月30日に始まった。第一期では1000MWe級のCPR-1000型炉2基が建設される予定である。発電所の建設は同月の上旬に国家発展改革委員会に承認されたもので、合計6基の原子炉の建設を計画している。
第二期の3号機の建設は2015年12月24日に始まった。3号機ではHPR1000型炉が採用されている。
開発は中国広核集団と広西投資集団の合弁企業である広西防城港核電有限公司が行っている。なお、発電所はベトナム国境から50km程度の位置にある。
2015年10月25日、1号機の試運転が開始された。
そして、2016年10月2日、2号機の商業運転が開始された。

## 原子炉
| 原子炉 | 原子炉形式 | 正味発電量 | 総発電量 | 建設開始       | 送電網同期     | 商業運転      | 運転終了 | 注釈  |
| ------ | ---------- | ---------- | -------- | -------------- | -------------- | ------------- | -------- | ----- |
| 第一期 |            |            |          |                |                |               |          |       |
| 1号機  | CPR-1000   | 1000 MWe   | 1080 MWe | 2010年7月30日  | 2015年10月25日 | 2016年1月1日  |          | [ 4 ] |
| 2号機  | CPR-1000   | 1000 MWe   | 1080 MWe | 2010年12月23日 | 2016年6月15日  | 2016年10月1日 |          | [ 5 ] |
| 第二期 |            |            |          |                |                |               |          |       |
| 3号機  | HPR1000    | 1000 MWe   | 1180 MWe | 2015年12月24日 | 2023年1月10日  |               |          | [ 6 ] |
| 4号機  | HPR1000    | 1000 MWe   | 1180 MWe | 2016年12月23日 |                |               |          | [ 7 ] |
| 5号機  |            |            |          |                |                |               |          |       |
| 6号機  |            |            |          |                |                |               |          |       |